# Montagne Pelée
Montagne Pelée – drzemiący wulkan na Martynice, położony w północnej części wyspy. Wznosi się na wysokość 1397 m n.p.m. Nazwa wulkanu oznacza po francusku „łysa góra” i została nadana około 1635 r. przez pierwszych europejskich osadników, którzy mogli zaobserwować zniszczenia po niedawnej erupcji. 
Najbardziej znana erupcja wulkanu Pelée miała miejsce 8 maja 1902. Powstała wówczas lawina piroklastyczna zniszczyła całkowicie pobliskie miasto Saint-Pierre, powodując śmierć około 30 tys. osób. Tragedię przeżyły wówczas tylko trzy osoby – w tym Havivra Da Ifrile i Louis-Auguste Cyparis, który jako więzień był zamknięty w lochu. 
Erupcje Montagne Pelée są rzadkie, ale gwałtowne. Od nazwy tego wulkanu pochodzi określenie tego typu erupcji jako erupcji typu peleańskiego.